# Ceratomyxa beloneae
Ceratomyxa beloneae is een microscopische parasiet uit de familie Ceratomyxidae. Ceratomyxa beloneae werd in 1989 beschreven door Lubat, Radujkovic, Marques & Bouix. 